# Edvin Kallstenius
Edvin Kallstenius (* 29. August 1881 in Filipstad; † 22. November 1967 in Stockholm) war ein schwedischer Komponist.
Kallstenius absolvierte ein naturwissenschaftliches Studium, bevor er von 1904 bis 1907 Schüler von Stephan Krehl in Leipzig war. Er war Musikkritiker und von 1928 bis 1946 Musikarchivar des Rundfunks in Stockholm. Daneben war er Mitglied des Vorstandes des schwedischen Komponistenverbandes von 1933 bis 1961 und der Urheberrechtsgesellschaft von 1932 bis 1957. 
Neben etwa dreißig Hörspielmusiken komponierte er fünf Sinfonien und fünf Sinfonietten, eine Orchestersuite, ein Allegro sinfonico, eine Serenade, ein Klavierkonzert, kammermusikalische Werke, Kantaten, Chorwerke und Lieder.

## Ausgewählte Kompositionen
- Symphonien Nr. 1-5
- vier Sinfoniettas
- Klavierkonzert, op. 12 (1922)
- Cello-Konzert, op. 40 (1951)
- En serenad i sommarnatten op. 10 (1918)
- Dalarapsodi op. 18 (1931)
- Schwedische Rokoko-Suite (1932)
- Suite für 14 Bläser und Schlagzeug (1938)
- Cello-Sonate, op. 6 (1907)
- Violin-Sonate, op. 7 (1909)
- Streich-Quartette Nr. 1-8
- Klarinetten-Quntett, op. 17 (1930)
- Vokalwerke: Stjärntändningen, op. 38, Hymen, o Hymenaios, op. 45, Sångoffer, op. 32

| Personendaten    | Personendaten          |
| ---------------- | ---------------------- |
| NAME             | Kallstenius, Edvin     |
| KURZBESCHREIBUNG | schwedischer Komponist |
| GEBURTSDATUM     | 29. August 1881        |
| GEBURTSORT       | Filipstad              |
| STERBEDATUM      | 22. November 1967      |
| STERBEORT        | Stockholm              |